# Vertrag von Jam Zapolski
Der Vertrag von Jam Zapolski war ein Waffenstillstand, der am 15. Januar 1582 im Dorf Jam Zapolski nahe Nowgorod zwischen Polen-Litauen unter König Stephan Báthory und dem Zarentum Russland unter Zar Iwan IV. geschlossen wurde. Das Waffenstillstandstraktat kam unter der Mitwirkung des Jesuiten und päpstlichen Legaten Antonio Possevino zustande nachdem  Báthory die mehrmonatige erfolglose Belagerung von Pskow aufgeben musste.

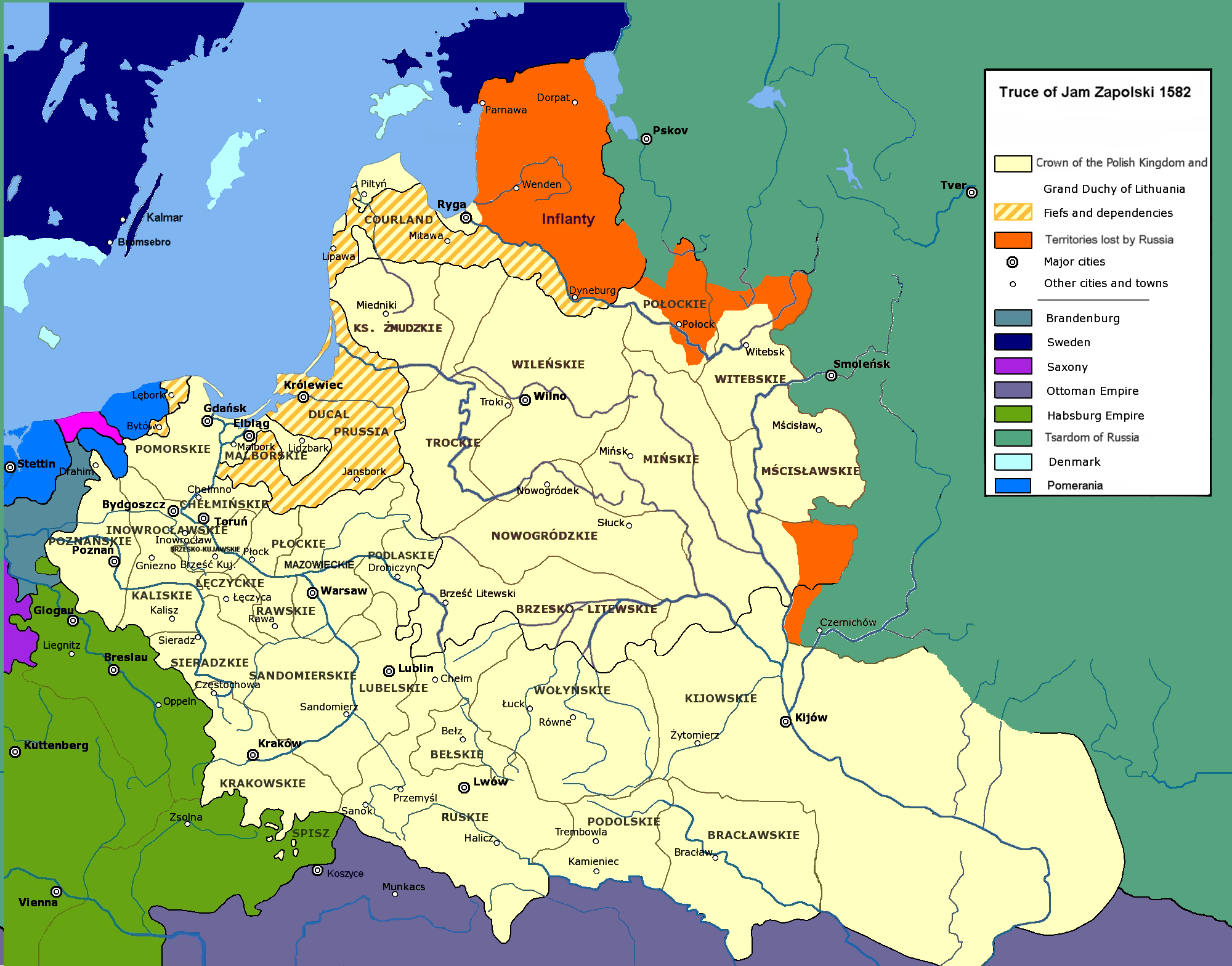
Rückgabe der eroberten Gebiete

Der Vertrag verpflichtete beide Seiten zu einer Waffenruhe von zehn Jahren und beendete den Livländischen Krieg ums Baltikum, indem der Zar seine Ansprüche auf das seit 1558 in Teilen besetzte Livland und die Stadt Polazk aufgab, aber die von König Stephan Báthory zwischen 1579 und 1581 eroberten russischen Gebiete zurückerhielt.
Nach mehreren Verlängerungen wurde die Abmachungen durch Polen 1609 im Polnisch-Russischer Krieg gebrochen.